# Pasivo circulante
En contabilidad, el pasivo circulante (o pasivo exigible a corto plazo) es la parte del pasivo que contiene las obligaciones a corto plazo de la empresa.
En este contexto se entiende por corto plazo un periodo de vencimiento inferior a un año.
El carácter de circulante hace referencia a que se trata de recursos financieros que no tienen afán de permanencia dentro de la empresa y se contrapone a los recursos permanentes.

## Componentes
Los componentes más habituales del pasivo circulante son:
- Créditos comerciales otorgados por proveedores y acreedores: es el crédito que surge por el tiempo que transcurre entre el momento de la adquisición de los bienes o servicios y el momento del pago.
- Créditos bancarios: obtenidos de entidades financieras en forma de préstamos, líneas de crédito o descuento de efectos.
- Pagarés de empresa. Financiación a corto plazo obtenida directamente de ahorradores y empresas o también de intermediarios financieros.
- Factoring: la venta a otras empresas de los débitos de clientes.

## Control interno de los pasivos circulantes
1) Que sea adecuado el sistema de autorización para la creación de los pasivos.
2) Que se evite la contabilización y el pago de los pasivos no autorizados.
3) Que todos los pasivos sobre los que se determine su corrección sean registrados cuanto antes.
4) Que al final del año se precise con claridad que pasivos corresponden al periodo actual y cuales pertenecen al ejercicio siguiente